# Tomates verdes fritos (comida)

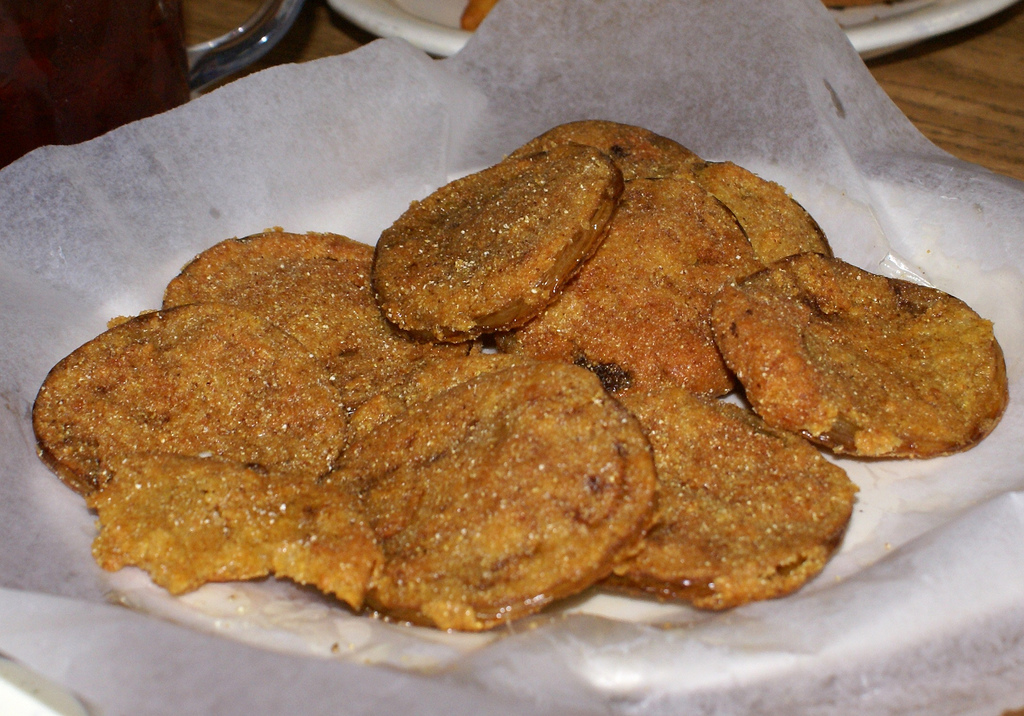
Tomates verdes fritos

Los tomates verdes fritos es un plato que generalmente se encuentra en el Sur de Estados Unidos, hecho a partir de tomates no maduros (verdes) rebozados con harina de maíz y fritos.

## Preparación tradicional
La preparación tradicional de tomates verdes fritos comienza cortando los tomates en rodajas de aproximadamente 0.6 cm.  Luego se sazonan con sal y pimienta, se recubren con harina de maíz simple y gruesa, y se fríen ligeramente en grasa de tocino durante unos minutos por cada lado o hasta que se doren.  Se prefiere freír a poca profundidad , ya que los tomates no flotan en el aceite, lo que permite que el peso del tomate presione la harina de maíz hacia la parte inferior del tomate.  Esto elimina la necesidad de un 'lavado' (ver más abajo). 
Las alternativas incluyen usar pan rallado o harina en lugar de harina de maíz y freír en aceite vegetal u otra grasa. 
Se puede usar un 'lavado'; en este caso, los tomates rebanados se sumergen primero en un líquido antes de agregar la harina de maíz.  Este líquido es generalmente suero de leche o huevo batido. El uso de huevos batidos da como resultado una textura ligeramente más firme que el uso de suero de leche.  Se utilizan "lavados" porque la harina de maíz no se adhiere fácilmente a los tomates verdes crudos.  Agregar el líquido ayuda a que la harina de maíz permanezca en su lugar durante el proceso de cocción.  Esto también hace que el recubrimiento del tomate se vuelva más grueso y menos crujiente cuando se compara con los tomates cocidos sin un "lavado".

## Versión de los alemanes de Pensilvania
Mientras que los tomates verdes fritos generalmente se consideran un plato sureño, también se pueden encontrar en las casas de los descendientes de alemanes del norte de Pensilvania.  La versión norte es más probable que se haga con harina blanca en lugar de harina de maíz  Además, los tomates verdes tienden a prepararse al final de la temporada en el norte cuando la fruta restante se cosecha antes de las primeras heladas, mientras que los tomates verdes se recolectan durante toda la temporada en el sur.

## Otras preparaciones
Los tomates verdes fritos con remoulade de camarón son una combinación sureña/criolla servida en muchos restaurantes de Nueva Orleans, Luisiana.
Mientras que los tomates verdes fritos han sido tradicionalmente un acompañamiento, servido con vinagre de pimienta, han comenzado a aparecer en otros platos.